# كارل فيليب إيمانويل باخ

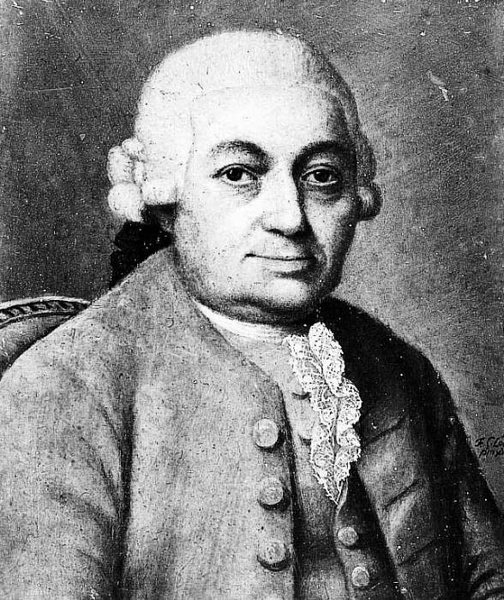
كارل فيليب إيمانويل باخ

كارل فيليب إيمانويل باخ (بالإنجليزية Carl Philipp Emanuel Bach)
(ولد في 8 مارس 1714 - توفي في 14 ديسمبر 1788) مؤلف موسيقي ألماني من العصر الكلاسيكي، والابن الخامس والثاني الذي عاش ليوهان سباستيان باخ وماريا باربرا باخ. ابنه الثاني منح على شرف أبيه الروحي جورج فيليب تيلمان، وهو صديق لوالد إمانويل.

## حياته
من بين العشرين ابن لباخ، ثلاثة كانوا موسيقيين بارزين في حد ذاتهم. ومنهم كان فلهيلم فريدمان ويوهان كريستيان باخ وكارل فيليب باخ - الأخير كان الأكثر تأثيراً كمؤلف موسيقي، حيث عبر الجسر بين أسلوب الباروك الذي ميز موسيقى والده والأسلوب الكلاسيكي الخاص بهايدن وموتسارت. في حين كان دائماً يقر بدينه الكبير الوالده (ومعلمه الوحيد)، آخر الأمر رفض تعقيد الموسيقى البوليفونية، مفضلا تناول أكثر موضوعية ودرامية، مليء بالتنقلات المفاجئة الغريبة في الهارموني، مع التأكيد على اللحن - وهو أسلوب يعرف بالأسلوب المعبر.

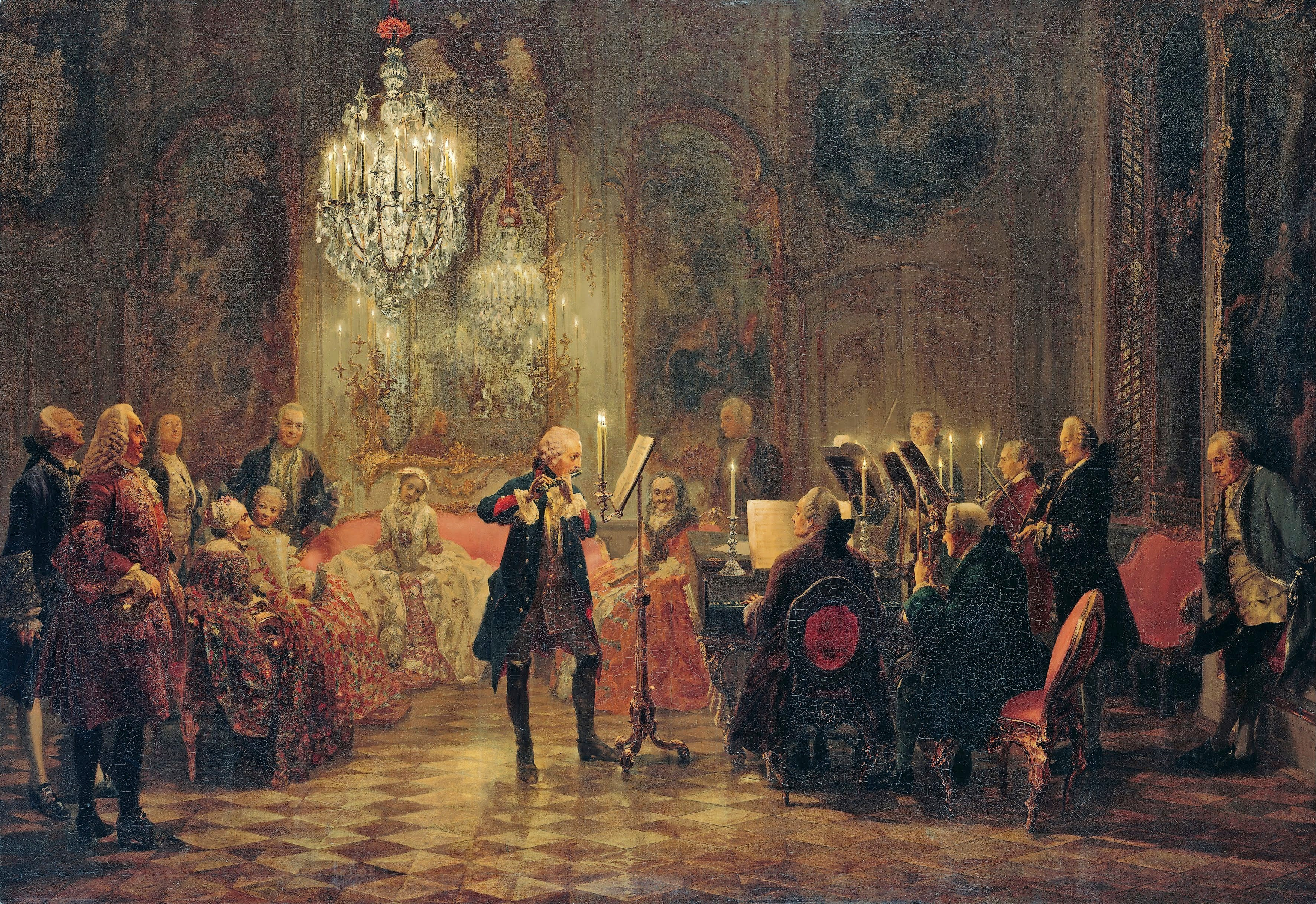
حفل فلوت مع فريدريك العظيم في سانسوسي، بريشة أدولف فون منزيل، 1852، حيث يظهر فريدريك العظيم وهو يعزف على الفلوت حيث يصاحبه كارل فيليب على الهاربسكورد. الجمهور يشمل زملاء باخ إلى جانب النبلاء.

ورغم أن خلفية كارل فيليب كانت التعليمية كانت أكبر من خبرة والده - حيث تدرب على المحاماة وفضل صحبة الكتاب والمثقفين على صحبة الموسيقيين - كان يعاني الصعوبات المماثلة كموسيقي: في حالته قضى ثلاثون عاما يتقاضى أجر ضعيف كعازف آلة ذات لوحة مفاتيح في بلاط فريدرش العظيم في بوتسدام. كان ذوق فريدريك محافظا، والطبيعة التجريبية لمكثير من موسيقى كارل فيليب تعنى أنه لم ينل الحظوة قط - حقا كان مهمته الأساسية تبدو مصاحبة فردريك الذي كان عازف فلوت هاوي، وذلك بالعزف على آلة الهاربسكورد. ربما لتوسيع شهرته خارج الحدود الضيقة لبوستدام أن نشر مقاله عن «الفن الحقيقي لعزف الآلات ذات لوحة المفاتيح»، وهو بحث هام استخدم كوسيلة تعليم لكل من موتسارت وبيتهوفن. وفي عام 1767، لدى وفاة أبيه الروحي تيلمان، كارل فيليب القلق خلفه كمدير موسيقي لخمسة كنائس رئيسية في هامبورغ. كان عبء العمل كبيراً لكن بعيدا عن مهام الكنيسة، المناخ الأكثر حرية لهذه المدينة التجارية جعل العشرين سنة الأخيرة من حياته أكثر تحفيزا على التأليف.

## موسيقاه

### الموسيقى الكورالية
الحجم الكبير من الموسيقى التي كان على كارل فيليب تقديمها لكنائس هامبورغ حتما كان له أثر على مستوى الجودة – أيضا إضافة إلى التأليف في عجلة، كان مجبرا على وضع أعمال باستخدام موسيقى كتبها أقاربه وكتبها تيلمان. من أعماله الأخير أوراتوريو “اليهود في الصحراء" جدير بالسماع، لكن رائعته الكورالية عمل مبكر بعنوان ماجنيفيكات سنة 1749. الكلمات الافتتاحية في مدح العذراء مريم ملحنة بحيوية مثيرة تنظر للوراء لعصر الباروك، خاصة تلحين نفس الكلمات التي استخدمها والده. مع ذلك، بعيدا عن الكورس الختامي الذي يستخدم الفوجة، هذا ليس عمل كونترابنطي لكنه عمل يشتق أثره من الآريا الأوبرالية والكورس الحيوي لها.

### السيمفونيات
مع تأكيدها على التلاعب للسامع، سيمفونيات كارل فيليب تمثل «الأسلوب الحساس» مثل معظم مقطوعاته لآلة المفاتيح. هذه أعمال كثيفة محكمة تميل حركاتها الثلاثة إلى اتباع نمط: سريع متوتر، بطئ مؤسف، سريع مبهج. أفضل هذه السيمفونيات وأكثرها مغامرة، «ست سيمفونيات هامبورغ»، التي كلفه بها بارون فان سفيتن (الذي كان لاحقا راعي موتسارت) الذي سمع للمؤلف بالحرية التامة. النتيجة كانت عمل أصلي مذهل: حيث استخدم تغييرات مقامية بجرأة، والتناقض المفاجئ في قوة العزف والفواصل الكاملة في التدفق الموسيقي مما أسهم في الطابع المثير للقلق للموسيقى.

### كونشرتات التشيللو
الثلاث كونشرتات للتشيللو المبهجة لكارل فيليب نظن أنها ترجع لسنة 1750 لا يرجح أنه كتبها لبوتسدام وقد تكون عرضت أول مرة لهواة برلين مع كريستيان شيل (عازف أوركسترا البلاط) كعازف صولو. حركاتها الخارجية، التي تعكس نوعا من الحيوية القلقة لسيمفونيات هامبورغ، تتبع نمط كونشرتات الباروك بعمل تبادل بين أقسام الصولو وأجزاء الأوركسترا. الحركات البطيئة المذهلة ملحوظة لخطوطها الصولو الشاعرية، التي تبدو أنها تطمح لكثافة التعبير الصوتي. وبالأخص، لحن الحركة البطيئة للكونشرتو من مقام لا الصغير المكونة من جمل ذات نفس قصير تبدو تقترح التنهيد أو حتى النحيب.

### موسيقى الكيبورد
كارل فيليب يعد أحد أعظم مؤلفي الكيبورد في القرن الثامن عشر، وهي حقيقة يؤكد عليها المكانة التاريخية كمؤلف «انتقالي» – لا تكون خاصة بالباروك أو كلاسيكية بالكامل. كان غزير الإنتاج، حيث كتب نحو 150 سوناتا وعدد أقل من المقطوعات القصيرة. آلته المفضلة للكيبورد هي الكلافيكورد، وهي آلة لها صوت رخيم رقيق أوتاره تطرق مثل البيانو بدلا من النبر كالهاربسكورد، وقوة الصوت يمكن التحكم بها باللمس. كان عازف حساس فاشتهر فوق كل شيء للكثافة العاطفية لارتجالاته، وهي صفة تظهر أكثر شيء في أعماله للفانتازيا والحركات البطيئة للسوناتات، التي تعد غير تقليدية هارمونيا أكثر من أعمال العظماء الخلفاء هايدن وموتسارت.

## وصلات خارجية
- كارل فيليب إيمانويل باخ على موقع IMDb (الإنجليزية)
- كارل فيليب إيمانويل باخ على موقع الموسوعة البريطانية (الإنجليزية)
- كارل فيليب إيمانويل باخ على موقع ألو سيني (الفرنسية)
- كارل فيليب إيمانويل باخ على موقع ميوزك برينز (الإنجليزية)
- كارل فيليب إيمانويل باخ على موقع أول موفي (الإنجليزية)
- كارل فيليب إيمانويل باخ على موقع أول ميوزيك (الإنجليزية)
- كارل فيليب إيمانويل باخ على موقع ديسكوغز (الإنجليزية)

1. ↑  MusicBrainz (بالإنجليزية), MetaBrainz Foundation, QID:Q14005
2. 1 2 3 4 5  The Rough Guide to Classical Music